# Mischa Bredewold
Mischa Bredewold   (Amersfoort, 20 de juny de 2000) és una ciclista neerlandesa. Actualment corre a l'equip ciclista femení del SD Worx. Competeix en ciclisme de carretera.

## Palmarès de carretera
- 2021
  - Vencedora d'una etapa a la BeNe Ladies Tour
- 2022
  - Vencedora d'una etapa a la Simac Ladies Tour
  - 1a a l'À travers les Hauts-de-France femenina
  - Vencedora d'una etapa al Tour de la Semois
- 2023
  -  Campiona d'Europa en ruta
  - 1a a la Volta Limburg Classic
  - 1a al Gran Premi de Plouay Bretagne
- 2024
  - Vencedora de dues etapes a la Volta al País Basc
  - Vencedora d'etapa a la Volta a Turíngia
  - 1a al Gran Premi de Plouay Bretagne
- 2025
  -  Campiona dels Països Baixos en contrarellotge
  - Vencedora d'una etapa a la Setmana Ciclista Valenciana
  - 1a a l'Amstel Gold Race
  - Vencedora de dues etapes a la Volta al País Basc

### Resultats a les Grans Voltes

#### Resultats al Tour de França
- 2022: 21a posició
- 2023: 63a posició
- 2024: 54a posició
- 2025: 83a posició

#### Resultats a la Volta a Espanya
- 2024: 40a posició
- 2025: 33a posició